# Groupe de dissuasion de la contrefaçon des banques centrales
Le Groupe de dissuasion de la contrefaçon des banques centrales, (en anglais Central Bank Counterfeit Deterrence Group, CBCDG), désigné à l'origine sous le nom de Groupe d'études spécial du G10 (Special Study Group 2 ou SSG-2 of the G10), est un organisme dont la mission est d'enquêter sur les menaces émergentes pour la sécurité des billets de banque et de proposer des solutions à mettre en œuvre par les autorités émettrices. Le CBCDG est un groupe de travail de 27 banques centrales ainsi que des autorités d'impression de billets.
Le CBCDG tient un site web dont l'objectif est de prévenir le public sur les différentes lois nationales relatives à la reproduction des billets de banque.
En 2004, le CBCDG a annoncé le développement d'un « système de dissuasion de la contrefaçon » (Counterfeit Deterrence System, CDS) incorporant un moyen de détection des billets de banque. Ce système aurait été mis au point par la société de technologies américaine Digimarc, spécialisée dans les filigranes.
Adobe Systems a par la suite fait l'objet d'une controverse lorsqu'il a été révélé que l'entreprise avait volontairement adopté le CDS dans Adobe Photoshop, empêchant Photoshop de traiter des images de monnaie. Jasc (éditeur de Corel Paint Shop Pro) et Adobe ont indiqué qu'ils avaient mis en œuvre le CDS ; ils n'auraient pas reçu les détails techniques de l'algorithme CDS (en d'autres termes, il a été mis à leur disposition en tant que boîte noire). Certains artistes et graphistes professionnels ont suggéré que le CDS leur rendrait plus difficile l'utilisation de Photoshop pour produire des images qui utilisaient la monnaie de manière licite.

## Sources
- (en) Cet article est partiellement ou en totalité issu de l’article de Wikipédia en anglais intitulé « Central Bank Counterfeit Deterrence Group » (voir la liste des auteurs).